# Springfield Falcons
Die Springfield Falcons waren eine Eishockeymannschaft aus der American Hockey League. Sie spielten von 1994 bis 2016 im MassMutual Center (6.679 Plätze) in Springfield, Massachusetts, USA. Ihre Vereinsfarben waren blau, schwarz, gelb und grau.

## Geschichte

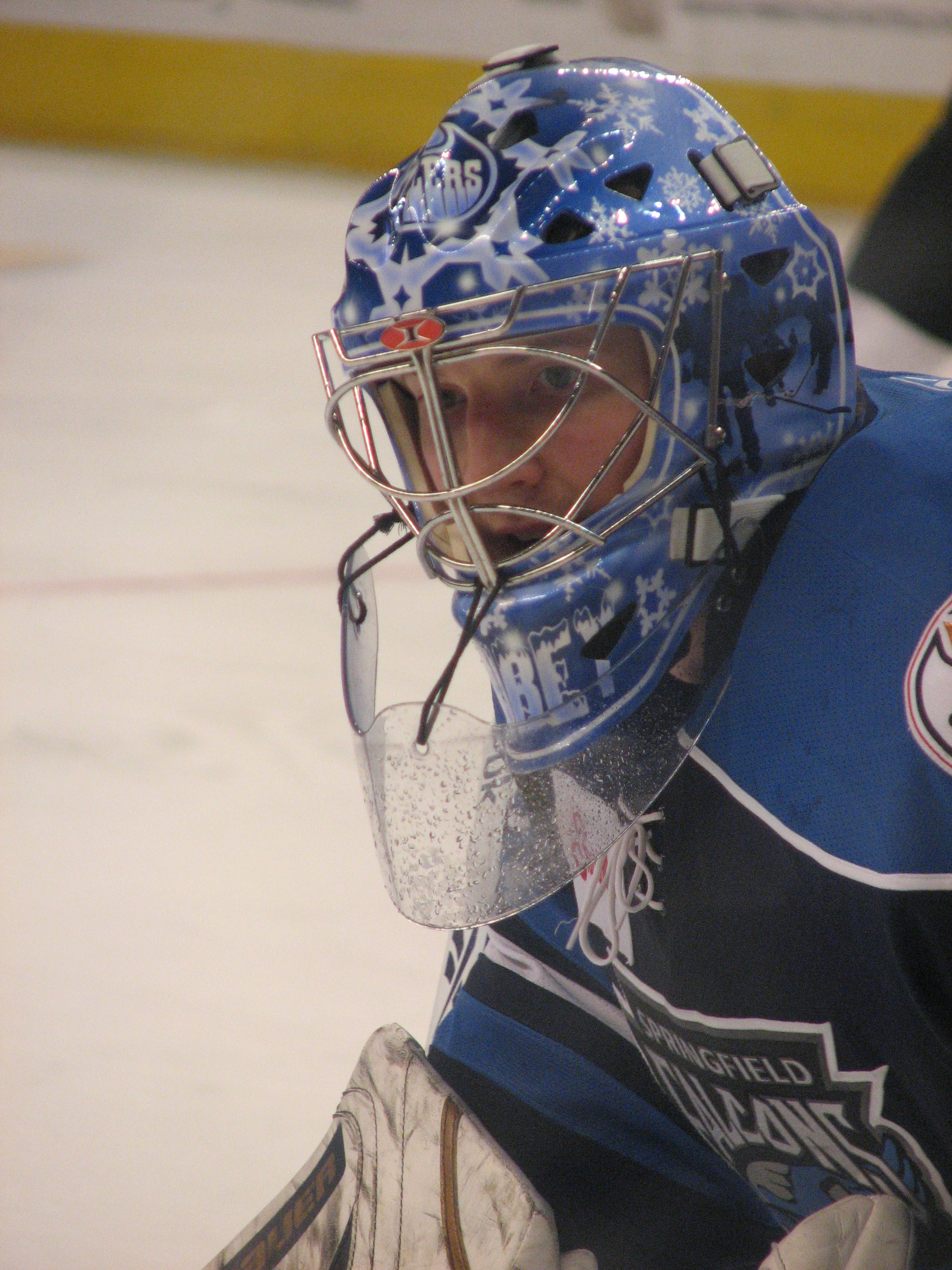
Devan Dubnyk, ehemaliger Torhüter der Falcons

1994 wurde das bis dahin in Springfield ansässige AHL-Team der Springfield Indians (1926 bis 1994) nach Worcester verkauft. Jedoch erreichte das ehemalige Indians-Management, dass ein zusätzliches Team in Springfield installiert werden sollte. Da die Rechte am Namen Indians vergeben waren, benannte man das neue Team nach zwei Falken, die in der Stadt nisteten und dort sehr bekannt waren. Das erste Tor schoss der Verteidiger John Stevens.
Zunächst blieben die Falcons Farmteam der Hartford Whalers und der Winnipeg Jets, später arbeiteten sie mit den Phoenix Coyotes und den Tampa Bay Lightning zusammen. Von 2007 bis 2010 waren sie das Farmteam der Edmonton Oilers. Farmteam der Falcons waren unter anderem die Johnstown Chiefs (ECHL). Mit Beginn der Saison 2010/11 waren die Falcons das Farmteam der Columbus Blue Jackets. In der Saison 2015/16 kooperierte man mit den Arizona Coyotes und den Rapid City Rush.
Zweimal konnten die Falcons einen Divisions-Titel gewinnen (1995/96 und 1997/98). Jedoch schied man bei allen sechs Play-off-Teilnahmen frühzeitig aus.
Mit Beginn der Saison 2015/16 kooperierte man in der NHL mit den Arizona Coyotes, die das Franchise der Falcons im April 2016 auch kauften. Im Mai 2016 wurde bekannt, dass das Team nach Tucson, Arizona umziehen würde, um dort als Tucson Roadrunners zu firmieren. Den Platz der Falcons in Springfield nahmen die Portland Pirates ein, die ebenfalls gekauft und umgesiedelt wurden und mit Beginn der Saison 2016/17 als Springfield Thunderbirds aktiv sind.
Bekannteste ehemalige Spieler der Falcons waren Daniel Brière, u. a. bei den Colorado Avalanche, und Manny Legace, ehemaliger Torhüter u. a. der St. Louis Blues oder Carolina Hurricanes.

## Saisonstatistiken
| Saison  | GP | W  | L  | T  | OTL | SOL | GF  | GA  | PTS | Platzierung                         | Play-offs          |
| 2015/16 | 76 | 26 | 42 | -- | 3   | 5   | 194 | 265 | 60  | 1. in der Northeast Division        | Play-offs verpasst |
| 2014/15 | 76 | 38 | 28 | -- | 8   | 2   | 192 | 209 | 86  | 3. in der Northeast Division        | Play-offs verpasst |
| 2013/14 | 76 | 47 | 23 | -- | 1   | 5   | 247 | 212 | 100 | 1. in der Northeast Division        | 1. Runde           |
| 2012/13 | 76 | 45 | 22 | -- | 5   | 4   | 235 | 186 | 99  | 1. in der Northeast Division        | 2. Runde           |
| 2011/12 | 76 | 36 | 34 | -- | 3   | 3   | 217 | 231 | 78  | 4. in der Northeast Division        | Play-offs verpasst |
| 2010/11 | 80 | 35 | 40 | -- | 2   | 3   | 233 | 253 | 75  | 6. in der Atlantic Division         | Play-offs verpasst |
| 2009/10 | 80 | 25 | 39 | -- | 12  | 4   | 207 | 296 | 66  | Letzter in der Atlantic Division    | Play-offs verpasst |
| 2008/09 | 80 | 24 | 44 | -- | 8   | 4   | 188 | 258 | 60  | Letzter in der Atlantic Division    | Play-offs verpasst |
| 2007/08 | 80 | 35 | 35 | -- | 5   | 5   | 214 | 257 | 80  | 5. in der Atlantic Division         | Play-offs verpasst |
| 2006/07 | 80 | 28 | 49 | -- | 1   | 2   | 181 | 268 | 59  | Letzter in der Atlantic Division    | Play-offs verpasst |
| 2005/06 | 80 | 28 | 43 | -- | 3   | 6   | 220 | 312 | 65  | 6. in der Atlantic Division         | Play-offs verpasst |
| 2004/05 | 80 | 24 | 47 | 3  | 6   | --  | 161 | 255 | 57  | Letzter in der Atlantic Division    | Play-offs verpasst |
| 2003/04 | 80 | 26 | 43 | 9  | 2   | --  | 179 | 234 | 63  | Letzter in der Atlantic Division    | Play-offs verpasst |
| 2002/03 | 80 | 34 | 38 | 7  | 1   | --  | 202 | 243 | 76  | 4. im Osten                         | 1. Runde           |
| 2001/02 | 80 | 35 | 41 | 2  | 2   | --  | 213 | 237 | 74  | 4. im Osten                         | Play-offs verpasst |
| 2000/01 | 80 | 29 | 37 | 8  | 6   | --  | 253 | 280 | 72  | Letzter in der New England Division | Play-offs verpasst |
| 1999/00 | 80 | 33 | 35 | 11 | 1   | --  | 272 | 252 | 78  | 4. in der New England Division      | 1. Runde           |
| 1998/99 | 80 | 35 | 35 | 9  | 1   | --  | 245 | 232 | 80  | 3. in der New England Division      | 1. Runde           |
| 1997/98 | 80 | 45 | 26 | 7  | 2   | --  | 278 | 248 | 99  | 1. in der New England Division      | 1. Runde           |
| 1996/97 | 80 | 41 | 25 | 12 | 2   | --  | 268 | 229 | 96  | 2. in der New England Division      | 3. Runde           |
| 1995/96 | 80 | 42 | 22 | 11 | 5   | --  | 272 | 215 | 100 | 1. im Norden                        | 2. Runde           |
| 1994/95 | 80 | 31 | 37 | 12 | --  | --  | 269 | 289 | 74  | 5. im Norden                        | Play-offs verpasst |

Legende: GP = gespielte Spiele, W = gewonnene Spiele, L = verlorene Spiele, T = unentschiedene Spiele, OTL = nach Verlängerung verlorene Spiele, SOL = nach Penalty-Schießen verlorene Spiele, GF = geschossene Tore, GA = kassierte Tore, PTS = Punkte

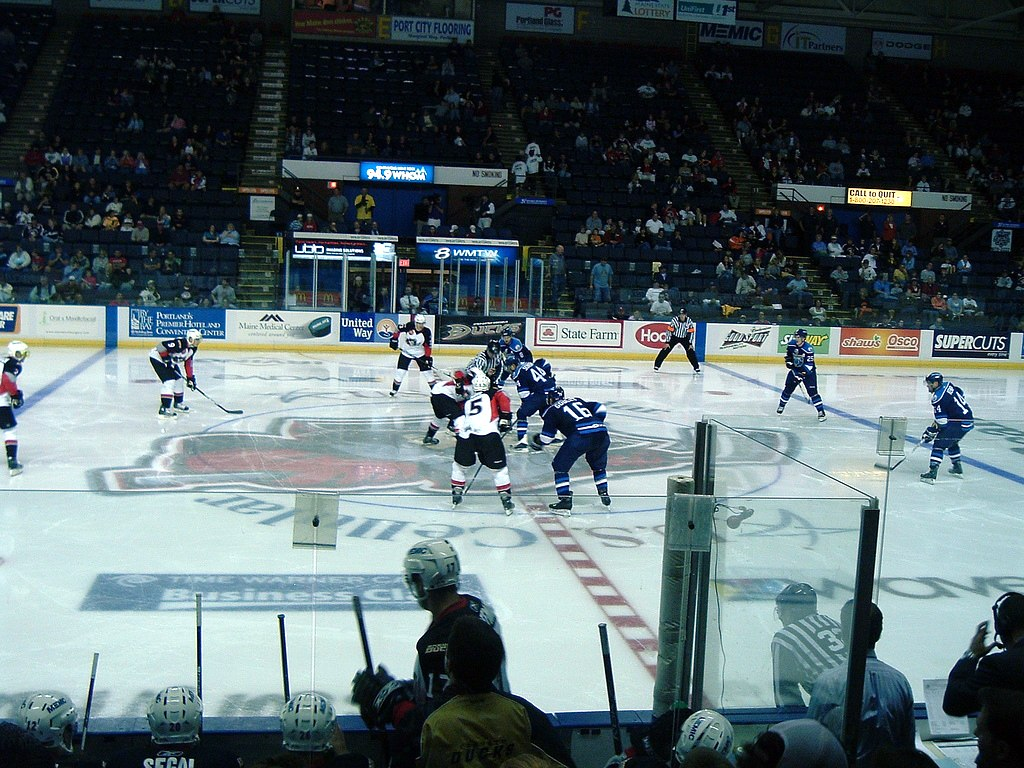
Die Falcons beim Bully im Spiel gegen die Portland Pirates, Oktober 2007

## Vereins-Rekorde
Tore: 39, John LeBlanc (1994/95)
Vorlagen: 65, Jean-Guy Trudel (2000/01)
Punkte: 99, Jean-Guy Trudel (2000/01)
Strafminuten: 373, Rob Murray (1994/95)
Gegentore-Schnitt: 2.27, Manny Legace (1995/96)
Gehaltene Schüsse (%): 92.2, Jean-Marc Pelletier (2003/04)
Tore (Karriere): 90, Jean-Guy Trudel
Vorlagen (Karriere): 157, Rob Murray
Punkte (Karriere): 242, Jean-Guy Trudel
Strafminuten (Karriere): 1529, Rob Murray
Gewonnene Spiele eines Torhüters (Karriere): 63, Scott Langkow
Shutouts (Karriere): 8, Manny Legace
Spiele (Karriere): 501, Rob Murray